# Lepilemur mustelinus
Lépilémur mustélin
Espèce
Statut de conservation UICN

 VU  : Vulnérable
Statut CITES
Le Lépilémur mustélin (Lepilemur mustelinus) est une espèce de primate de la famille des Lépilemuridés ou parfois à celle des Mégaladapidés selon les classifications.

## Dénominations
L'espèce est appelée en français lépilémur mustélin, grand lépilémur ou encore lépilémur à queue rouge, bien que ce nom s'applique plutôt à l'espèce Lepilemur ruficaudatus.